# 赛尔号
《賽爾號》是一個由上海淘米網絡開發製作的养成類網頁遊戲，適用年齡為12歲以上，游戏口号为“英勇賽爾，智慧童年”。2013年，赛尔号注册人数已超过一亿，超过三千万活跃用户。

## 遊戲內容

### 簡介
该游戏標榜绿色宗旨 ，該遊戲玩家须遵守遊戲設定的休息机制。玩家本身並不限制只能擁有一個帳號，加上过去該公司遊戲平台帳號申請過於簡易，並無帳號驗證機制，所以許多人擁有十多個不等的帳號。赛尔号于2010年7月及后续版本“寻找赫尔卡星宝藏”达到热度巅峰。2010年12月23日圣诞节版本，赛尔号巅峰在线人数达到1400万人，成功超越了摩尔庄园创造的960万人数记录，成为最受欢迎的青少年大型页游之一。剧情'赫尔卡星宝藏”，任务道具”化身之匙“等成为千禧年青少年的童年回忆。2011年1月，赛尔号与北京卡酷少儿卫视达成合作联动，创造性地推出了动画春晚的形式。经典精灵诺拉德，卡酷年成为小赛尔们趋之若鹜的对象。2011年暑假，赛尔号推出了第一部动画电影《寻找凤凰神兽》，在大陆狂揽3200万票房。
2015年，通過上海淘米決策層的轉型計劃，賽爾號的受眾圈逐漸從低幼向全年齡段擴展。
2020年7月，赛尔号推出H5版本，游戏数据与Flash版本互通。
2025年5月，《賽爾號巔峰之戰》正式上线，已由原先的H5引擎升級為Unity引擎，對戰體驗相較於以往的網頁遊戲更加流暢。

## 延伸
与赛尔号相关的图书已出现许多，有遊戲攻略、圖鑑、小說等等。 2013年，湖北少年兒童出版社与上海淘米网络科技有限公司进行了《赛尔号》图书合作，推出《赛尔号——精灵传说》第二季（1—12册）《赛尔号——SPT先锋队》第二季(1—6册)《赛尔号精灵童话》（1—16册）等系列图书。
赛尔号还进行电影开发，如賽爾號之尋找鳳凰神獸、賽爾號大電影2：雷伊與邁爾斯、赛尔号大电影3：战神联盟、赛尔号大电影4：圣魔之战、賽爾號大電影5：雷神崛起、賽爾號大電影6：聖者無敵、賽爾號大電影7：瘋狂機器城。其中，赛尔号大电影4：圣魔之战的电影票已于2014年6月12日开启预售，并于2014年7月10日在中国大陆各城市正式上映。
2018年11月22日，淘米推出赛尔号手游续作《赛尔号星球大战》并登陆App Store和各安卓平台，价格1元。
2023年6月周年庆，赛尔号推出精灵“霍光”，且仅可通过人民币购买。“霍光”拥有法则级别的强度，进一步拉大了氪金玩家与普通玩家的差距。游戏策划陈鹏旭于论坛尝试删除用户评论等方法控制用户情绪，收效甚微。至此，赛尔号普通玩家与游戏策划之间的矛盾进一步激化。

## 派生作品

### 动画/电影作品
- 賽爾號 (動畫)（2012）（已完结，共12季）
- 赛尔号之寻找凤凰神兽（2011）
- 赛尔号大电影2之雷伊与迈尔斯（2012）
- 赛尔号大电影3之战神联盟（2013）
- 赛尔号大电影4：圣魔之战（2014）
- 赛尔号大电影5：雷神崛起（2015）
- 赛尔号大电影6：圣者无敌（2017）
- 赛尔号大电影7：疯狂机器城（2019）

### 游戏作品
- 约瑟传说（停止更新）
- 戰神聯盟（停服）
- 赛尔号启航
- 赛尔号星球大战（停止更新）
- 赛尔计划  （停止更新）

## 外部連結
- 中国大陆官方网站（页面存档备份，存于）
- 台灣官方網站（页面存档备份，存于）